# Thaumatichthyidae
Thaumatichthyidae é uma família de peixes actinopterígeos pertencentes à ordem Lophiiformes chamados comumente de Bocas de lobo ou peixe-pescador-boca-de-lobo, são estranhos peixes habitantes de águas profundas e escuras dos oceanos do mundo.
Existem dois gêneros descritos e oito espécies conhecidas pela ciência.